# Шпиг Федір Іванович
Фе́дір Іва́нович Шпи́г (нар. 30 січня 1956, с. Кобижча, Бобровицький район, Чернігівська область — 31 березня 2020, Романівка, Житомирська область) — український банкір, політик та громадський діяч. Кандидат економічних наук (з 1998). Президент Асоціації аматорського футболу України (з березня 1998). Голова опікунської ради Національного академічного драматичного театру імені Івана Франка. Загинув в автокатастрофі.

## Освіта
- 1972–1976 — учень Київського суднобудівного технікуму.
- Київський інститут народного господарства (1984), економіст;
- кандидатська дисертація «Управління діяльністю комерційного банку».

## Кар'єра
Початок трудової кар'єри
- Технік-конструктор, ЦКБ «Ленінська кузня».
- 1976–1978 — служба в армії.
- 1978–1979 — технік-конструктор, інженер-технолог ЦКБ «Ленінська кузня».
- 1979–1982 — старший інженер-конструктор об'єднання «Броваримеблі».

Комсомол:
- 1982–1991 — на комсомольській роботі, зокрема керівник справами ЦК ЛКСМУ.

Банкір:
- З 1991 — начальник управління кредитних ресурсів АБ «Інко».
- З березня 1992-1998 — голова правління АКБ «Аваль»; голова правління, президент Акціонерного поштово-пенсійного банку «Аваль»[4].
- Член Ради НБУ (липень 1999 — січень 2007)[5].

2011 року потрапив до двадцятки найзаможніших людей України.

## Парламентська діяльність
Народний депутат України 3-го скликання з травня 1998 до травня 2002 за виборчім округом № 210 Чернігівської області. Явка 80.3 %, «за» 38.1 %, 17 суперників. На час виборів: голова правління Акціонерного поштово-пенсійного банку «Аваль», безпартійний. Член фракції НДП (травень 1998 — квітень 1999), член групи «Трудова Україна» (з квітня 1999). Голова підкомітету з питань небанківських фінансових інститутів Комітету з питань фінансів і банківської діяльності (з липня 1998).
Депутат Верховної Ради України 4-го скликання з 14 травня 2002 до 25 травня 2006 за виборчім округом № 210 Чернігівської області, самовисування. «За» 58.30 %, 8 суперників. На час виборів: народний депутат України, безпартійний. Член фракції «Єдина Україна» (травень — червень 2002), член фракції партій ППУ та «Трудова Україна» (червень 2002 — квітень 2004), член фракції політичної партії «Трудова Україна» (квітень — грудень 2004), позафракційний (грудень 2004 — березень 2005), член фракції «Наша Україна» (з березня 2005). Член Комітету з питань фінансів і банківської діяльності (з червня 2002). Голосував за згоду на призначення Віктора Януковича прем'єр-міністром України 21 листопада 2002 року.
Депутат Верховної Ради 5-го скликання з травня 2006 до червня 2007 від Блоку «Наша Україна», № 34 в списку. На час виборів: народний депутат України, член «Нашої України». Член фракції Блоку «Наша Україна» (з травня 2006). Член Комітету з питань фінансів і банківської діяльності (з липня 2006). 15 червня 2007 достроково припинив свої повноваження під час масового складення мандатів депутатами-опозиціонерами з метою проведення позачергових виборів до Верховної Ради.

## Благодійність
- Ініціював відродження дитячого турніру з футболу «Шкіряний м'яч» та щорічно фінансово підтримував проведення фіналу. Був багаторічним президентом всеукраїнської Асоціації аматорського футболу. З 1998 змагання проводяться на Всеукраїнському рівні, на шкільні старти в трьох вікових групах на футбольні поля України стабільно виходять понад 50 000 команд, близько 600 000 дітей 11, 12, 13 років.[7]
- Входив у Спостережну раду Національного українського драмтеатру імені Івана Франка, фінансував окремі прем'єри театру, здійснював доплату до пенсій ветеранів Франківської сцени.
- Ініціював видання творів класики української і світової літератури.
- Завдяки фінансовій підтримці Федора Шпига та його колег в місті Києві встановлені пам'ятниками видатним українським митцям — Леонідові Бикову та Миколі Яковченку, а також окремим літературним героям.[8]
- Підтримував школу в рідному селі Кобижча, Бобровицький район, Чернігівська область. За власні кошти побудував сучасний спортивний стадіон для громади села.

## Нагороди та звання
- Заслужений економіст України (січень 1997)[9];
- Орден «За заслуги» III (лютий 1998)[10], II (березень 2001)[11], I ступеню (січень 2006)[12];
- Орден князя Ярослава Мудрого V ступеня (2011)[13];
- «Почесний громадянин міста Бровари» (4 червня 2020 року)[14][15].

## Особисте життя
Перебував у шлюбі. Батько двох синів.
31 березня 2020 на 215 км траси Київ-Чоп Mercedes Benz під керуванням Федора Шпига з'їхав до кювету та перекинувся в районі села Романівка Житомирської області. У цій ДТП Федір Шпиг загинув разом з Ганною Волковою, його тіткою, 1952 р. народження. Третя особа, його матір, отримала важкі травми.